# Jonathan Hogg
Jonathan Lee Hogg (Middlesbrough, 6 dicembre 1988) è un calciatore inglese, centrocampista dell'Huddersfield Town.

## Carriera
Hogg è un calciatore di Middlesbrough che ha cominciato la sua carriera calcistica come centrocampista dell'Aston Villa. I suoi progressi sono stati interrotti ad un infortunio ai legamenti crociati capitatogli a marzo del 2007. Al rientro, però, è stato tra i protagonisti della squadra riserve dell'Aston Villa, che si è aggiudicata la vittoria finale nel girone sud del torneo. Dopo aver rinnovato il contratto per altri due anni a luglio 2008, ha fatto parte della squadra che ha partecipato alla Coppa della Pace 2009. A novembre del 2009, Hogg si è unito al Darlington, in League Two, in prestito per sei settimane. Ha debuttato con la nuova squadra il 21 novembre, in casa del Chesterfield: ha giocato l'intero incontro e ha segnato anche un gol nei minuti finali (l'incontro termina 5-2). Dopo questo periodo in prestito, è tornato al club proprietario del cartellino.
Il 19 agosto 2010, ha esordito dal primo minuto con la maglia dell'Aston Villa e ha disputato l'intera gara di Europa League tra la sua squadra e il Rapid Vienna, conclusasi con un pareggio per uno a uno. Il 13 novembre dello stesso anno ha giocato anche la prima partita in Premier League: a causa dell'assenza di molti titolari, è stato schierato dal tecnico Gérard Houllier nel pareggioper due a due contro il Manchester United.
Il 25 gennaio 2011 è stato ufficializzata la sua cessione in prestito fino al termine della stagione in corso al Portsmouth.
Il 27 agosto successivo passa a titolo definitivo al Watford, con cui firma un contratto di tre anni.

## Statistiche

### Presenze e reti nei club
Statistiche aggiornate al 19 febbraio 2019
| Stagione                 | Squadra                  | Campionato               | Campionato | Campionato | Coppe nazionali | Coppe nazionali | Coppe nazionali | Coppe continentali | Coppe continentali | Coppe continentali | Altre coppe | Altre coppe | Altre coppe | Totale | Totale |
| Stagione                 | Squadra                  | Comp                     | Pres       | Reti       | Comp            | Pres            | Reti            | Comp               | Pres               | Reti               | Comp        | Prem        | Reti        | Pres   | Reti   |
| ------------------------ | ------------------------ | ------------------------ | ---------- | ---------- | --------------- | --------------- | --------------- | ------------------ | ------------------ | ------------------ | ----------- | ----------- | ----------- | ------ | ------ |
| ago.-nov. 2009           | Aston Villa              | PL                       | -          | -          | FACup+CdL       | -               | -               | UEL                | -                  | -                  | -           | -           | -           | 0      | 0      |
| nov.-dic. 2009           | Darlington               | FL1                      | 5          | 1          | FACup+CdL       | -               | -               | -                  | -                  | -                  | FLT         | -           | -           | 5      | 1      |
| gen.-giu. 2010           | Aston Villa              | PL                       | -          | -          | FACup+CdL       | -               | -               | UEL                | -                  | -                  | -           | -           | -           | 0      | 0      |
| 2010-gen. 2011           | Aston Villa              | PL                       | 5          | 0          | FACup+CdL       | 0+1             | 0               | UEL                | 1                  | 0                  | -           | -           | -           | 7      | 0      |
| Totale Aston Villa       | Totale Aston Villa       | Totale Aston Villa       | 5          | 0          |                 | 1               | 0               |                    | 1                  | 0                  |             | -           | -           | 7      | 0      |
| gen.-giu. 2011           | Portsmouth               | FLC                      | 19         | 0          | FACup+CdL       | -               | -               | -                  | -                  | -                  | -           | -           | -           | 19     | 0      |
| 2011-2012                | Watford                  | FLC                      | 40         | 0          | FACup+CdL       | 1+0             | 0               | -                  | -                  | -                  | -           | -           | -           | 41     | 0      |
| 2012-2013                | Watford                  | FLC                      | 38+3       | 0          | FACup+CdL       | 0+2             | 0               | -                  | -                  | -                  | -           | -           | -           | 43     | 0      |
| Totale Watford           | Totale Watford           | Totale Watford           | 78+3       | 0          |                 | 3               | 0               |                    | -                  | -                  |             | -           | -           | 84     | 0      |
| 2013-2014                | Huddersfield Town        | FLC                      | 34         | 0          | FACup+CdL       | 1+2             | 0+1             | -                  | -                  | -                  | -           | -           | -           | 37     | 1      |
| 2014-2015                | Huddersfield Town        | FLC                      | 26         | 0          | FACup+CdL       | 1+0             | 0               | -                  | -                  | -                  | -           | -           | -           | 27     | 0      |
| 2015-2016                | Huddersfield Town        | FLC                      | 22         | 0          | FACup+CdL       | 2+0             | 0               | -                  | -                  | -                  | -           | -           | -           | 24     | 0      |
| 2016-2017                | Huddersfield Town        | FLC                      | 37+3       | 1+0        | FACup+CdL       | 2+1             | 0               | -                  | -                  | -                  | -           | -           | -           | 43     | 1      |
| 2017-2018                | Huddersfield Town        | PL                       | 30         | 0          | FACup+CdL       | 2+1             | 0               | -                  | -                  | -                  | -           | -           | -           | 33     | 0      |
| 2018-2019                | Huddersfield Town        | PL                       | 19         | 0          | FACup+CdL       | 1+0             | 0               | -                  | -                  | -                  | -           | -           | -           | 20     | 0      |
| Totale Huddersfield Town | Totale Huddersfield Town | Totale Huddersfield Town | 168+3      | 1+0        |                 | 13              | 1               |                    | -                  | -                  |             | -           | -           | 184    | 2      |
| Totale carriera          | Totale carriera          | Totale carriera          | 281        | 2          |                 | 17              | 1               |                    | 1                  | 0                  |             | -           | -           | 299    | 3      |